# Garryowen
Garryowen is een plaats (in particulier eigendom) in de Amerikaanse staat Montana, en valt bestuurlijk gezien onder Big Horn County.
Het stadhuis herbergt momenteel een Conoco benzinestation, een Subway, een winkel met de naam "The Trading Post," en het Custer Battlefield Museum, dat gewijd is aan de Slag bij de Little Bighorn.
Garryowen maakt deel uit van het slagveld waar in 1876 generaal George Armstrong Custer werd verslagen en gedood door indianenstammen.

## Geschiedenis
In 1895 bouwde de Chicago, Burlington and Quincy Railroad een klein station aan de rivier Little Bighorn, vanwaar het water werd ingeladen en Amerikaanse soldaten, proviand en post werden uitgeladen voor de bevoorrading van de nabijgelegen forten en boerderijen. Dit station werd Garryowen genoemd, naar het favoriete marslied van generaal George Armstrong Custer. Toen de Crow Reservation werd gecreëerd in 1868, werd Garryowen een deel van het reservaat. Het land werd later verkocht door de stam en de federale overheid aan particulieren. In 1926 was de 'stad' in particuliere handen, maar deze bestond uit weinig meer dan een kleine markt.
Het was in die tijd, slechts een maand voor de 50e verjaardag van de Slag bij de Little Bighorn, dat er graafwerkzaamheden werden verricht aan een irrigatiekanaal net ten oosten van Garryowen. Hierbij werd een bijna complete set van skeletresten gevonden, vergezeld door meerdere kogels en knoppen. Hieruit bleek dat dit het skelet was van een cavaleriesoldaat.
Een accurate identificatie van de resten was echter onmogelijk.
Het lichaam zou worden begraven in een speciaal monument op de oorlogsbegraafplaats na een "begraven van de strijdbijl"-ceremonie in Garryowen, waarin een vertegenwoordiger van de Amerikaanse overheid en een vertegenwoordiger van de indianen samen een vredespijp roken en aan de voet van het monument een strijdbijl begraven.
De plaats stond anno 2012 weer te koop.